# Tate Britain
Pour les articles homonymes, voir Tate (musées) et Tate.
La Tate Britain, connue de 1897 à 1932 sous le nom de National Gallery of British Art, puis de Tate Gallery de 1932 à 2000, est un musée d'art situé dans le quartier de Millbank, dans la Cité de Westminster, à Londres, en Angleterre.
La Tate Britain est l'un des musées du réseau Tate, avec la Tate Modern, la Tate Liverpool et la Tate St Ives.

## Histoire
En 1892, le site de la National Gallery of British Art qui dépendait alors de la National Gallery, est choisi sur celui de l'ancienne prison de Millbank, démolie deux ans auparavant.
La façade du bâtiment est de Sidney R. J. Smith (en), avec un portique classique et un dôme en arrière. La sculpture centrale est de John Russell Pope.
La construction commence en 1893 et le musée ouvre le 21 juillet 1897 sous le nom de National Gallery of British Art. Il présente à cette époque 245 œuvres d'artistes réalisées après 1790. Depuis cette date, le bâtiment a connu sept extensions successives.
En 1932, la galerie prend officiellement le nom de Tate Gallery, qu'il portait déjà antérieurement, depuis son ouverture. En 1955, la Tate Gallery devient entièrement indépendante de la National Gallery.
L'établissement porte le nom de son mécène, l'industriel Henry Tate, qui offre sa collection lors de la création de la galerie, ainsi que des financements pour de futures acquisitions. D'autres fonds sont recueillis au fil des années afin d'étoffer la collection.
Le musée est renommé Tate Britain en mars 2000 avant le lancement de la Tate Modern. Il regroupe depuis lors des collections d'art britannique qui s'étendent de la période Renaissance à l'époque contemporaine. Elle comprend également la ″Clore Gallery ″ de 1987, imaginée par James Stirling, laquelle présente des œuvres de Joseph Mallord William Turner.

## Expositions

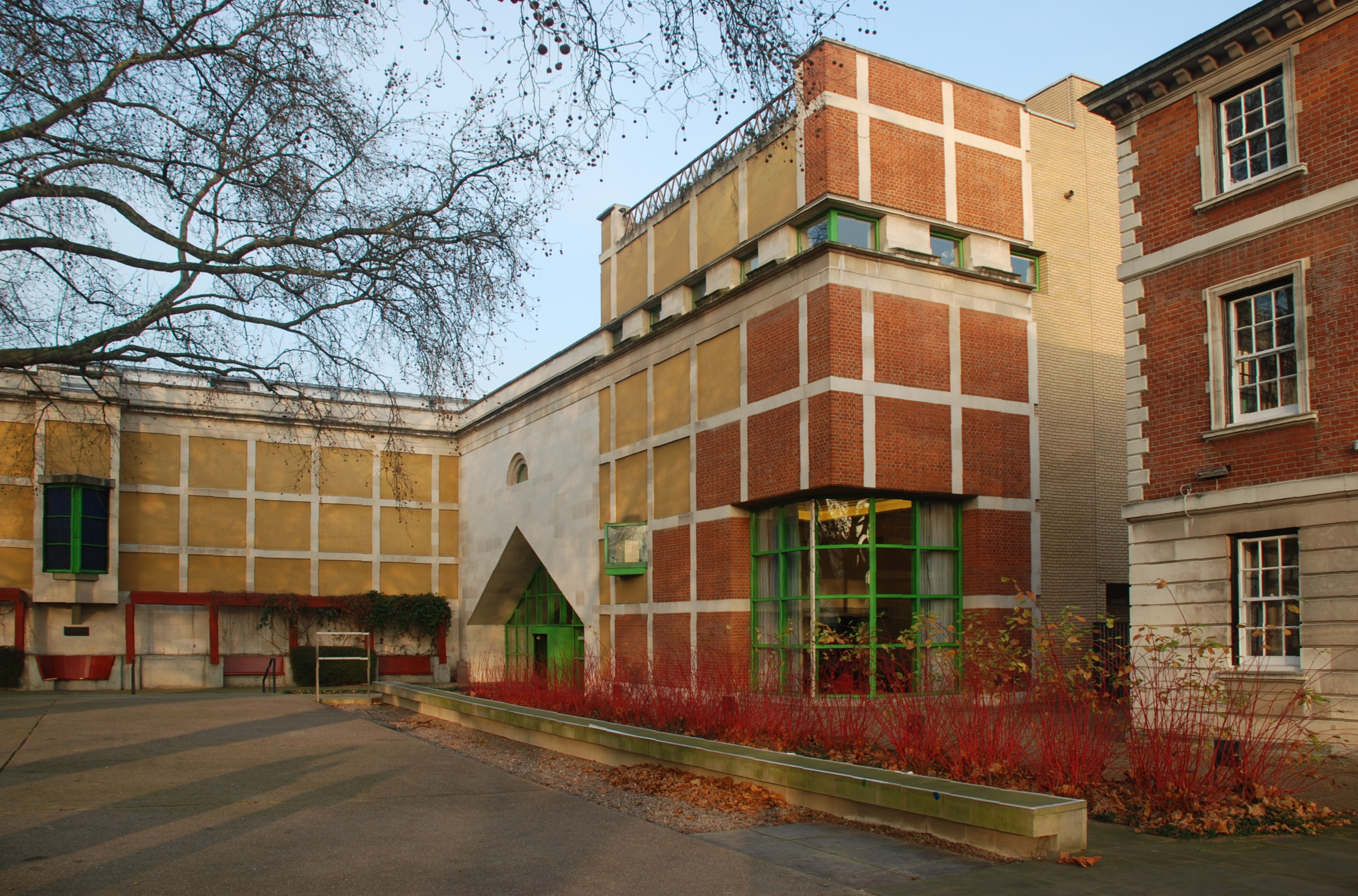
Clore Gallery de 1987, par James Stirling, qui présente des œuvres de J. M. W. Turner

La majeure partie des galeries présentent les collections permanentes de l'art britannique depuis le XVIesiècle jusqu'à nos jours et des œuvres contemporaines.
Quelques grandes expositions temporaires d'art britannique ou de rétrospectives d'artistes britanniques sont organisées.
La Tate Britain organise annuellement l'exposition du prix Turner avec 4 artistes de moins de 50 ans sélectionnés par un jury présidé par le directeur de la Tate, Sir Nicholas Serota. Les artistes sont sélectionnés en mai, exposés au mois d'octobre et le prix est décerné en décembre. Chaque étape attire l'attention des médias et il y a quelques manifestations contre ce prix notamment en 2000 par le mouvement Stuckiste.

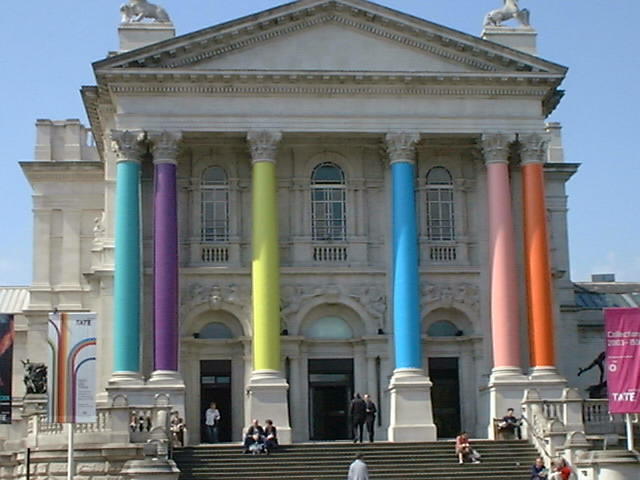
La Tate Britain emballée en 2003 pour l'exposition triennale d'art contemporain britannique de la Tate Like These.

Tous les trois ans, le musée abrite une exposition triennale où un curateur invité présente une vue d'ensemble de l'art contemporain britannique.
L’Art Now est une petite exposition temporaire dans une salle consacrée au travail d'un artiste contemporain.

## Équipements
L'entrée principale est accessible par un escalier. À un niveau inférieur, une entrée sur le côté permet, via une rampe, l'accès au musée en fauteuil roulant.
À l'intérieur se trouvent un restaurant avec une fresque murale de Rex Whistler, un café et un salon privé réservé aux membres de la Tate qui payent une souscription annuelle.
Le bâtiment abrite la bibliothèque Tate Gallery's Library and Archive, dans le Hyman Kreitman Research Centre.

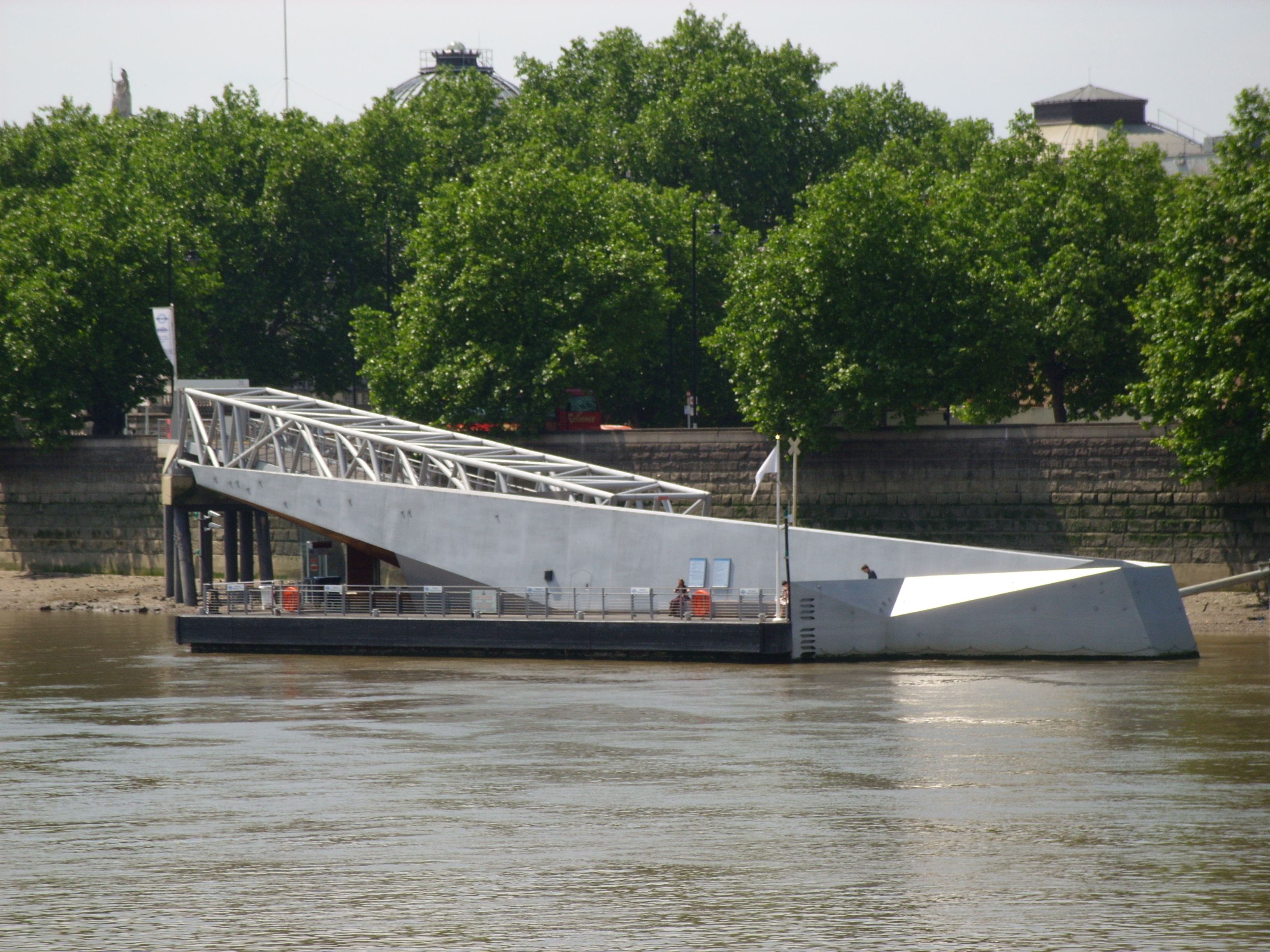
Millbank Pier à proximité de la Tate Britain. Des bateaux à grande vitesse relient le musée à la Tate Modern. La structure évoque un requin à la surface de l'eau.

L'entrée au musée est gratuite pour les collections permanentes et payante pour les expositions temporaires.
Pour diversifier son public, la Tate Britain propose le Late at Tate Britain : chaque premier vendredi du mois, l'entrée est à moitié prix pour les expositions temporaires, les concerts et les performances artistiques.
La Tate Britain et la Tate Modern sont reliées par un bateau à grande vitesse sur la Tamise.

## Collections
La Tate Britain est une galerie nationale d'art britannique qui contient des œuvres de 1500 à nos jours.
C'est la plus importante collection de ce type au monde avec la Yale Center for British Art (qui a la même diversité mais avec moins de profondeur[réf. nécessaire]).
Le musée contient des œuvres d'artistes récents comme David Hockney, Peter Blake et Francis Bacon. Il possède des pièces consacrées au travail d'un artiste particulier comme : Tracey Emin, John Latham, Douglas Gordon, Sam Taylor-Wood et Marcus Gheeraerts le Jeune.
Bien que certaines réalisations puissent voyager occasionnellement entre les différentes galeries de la Tate, les œuvres les plus connues[réf. nécessaire] exposées à la Tate Britain sont :

### Dix-septième siècle
- Antoine van Dyck (1599-1641)  
  - Portrait de Lady Spencer, 1633-1638
  - Portrait de Mary Hill, Lady Killigrew, 1638 et Portrait de Sir William Killigrew, 1638
  - Portrait de Lady Spencer, 1633-1638[4] ;
  - Lucy Percy, Comtesse de Carlisle, 1637-1638
- Deux Dames de la famille Lake, par Sir Peter Lely (1618-1680)
- The Cholmondeley Ladies par un artiste inconnu du XVIIe siècle

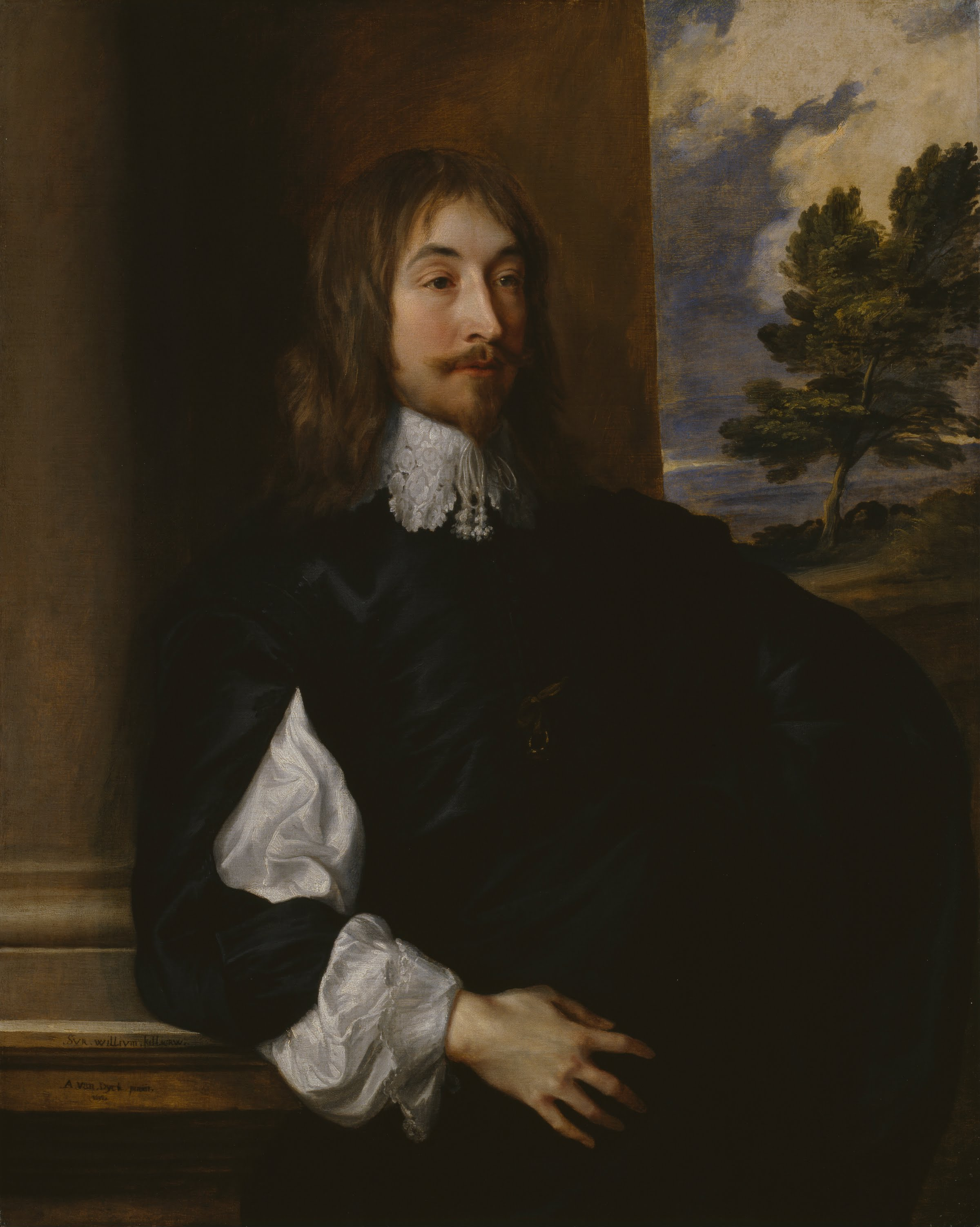
Antoine van Dyck, William Killigrew, 1638.
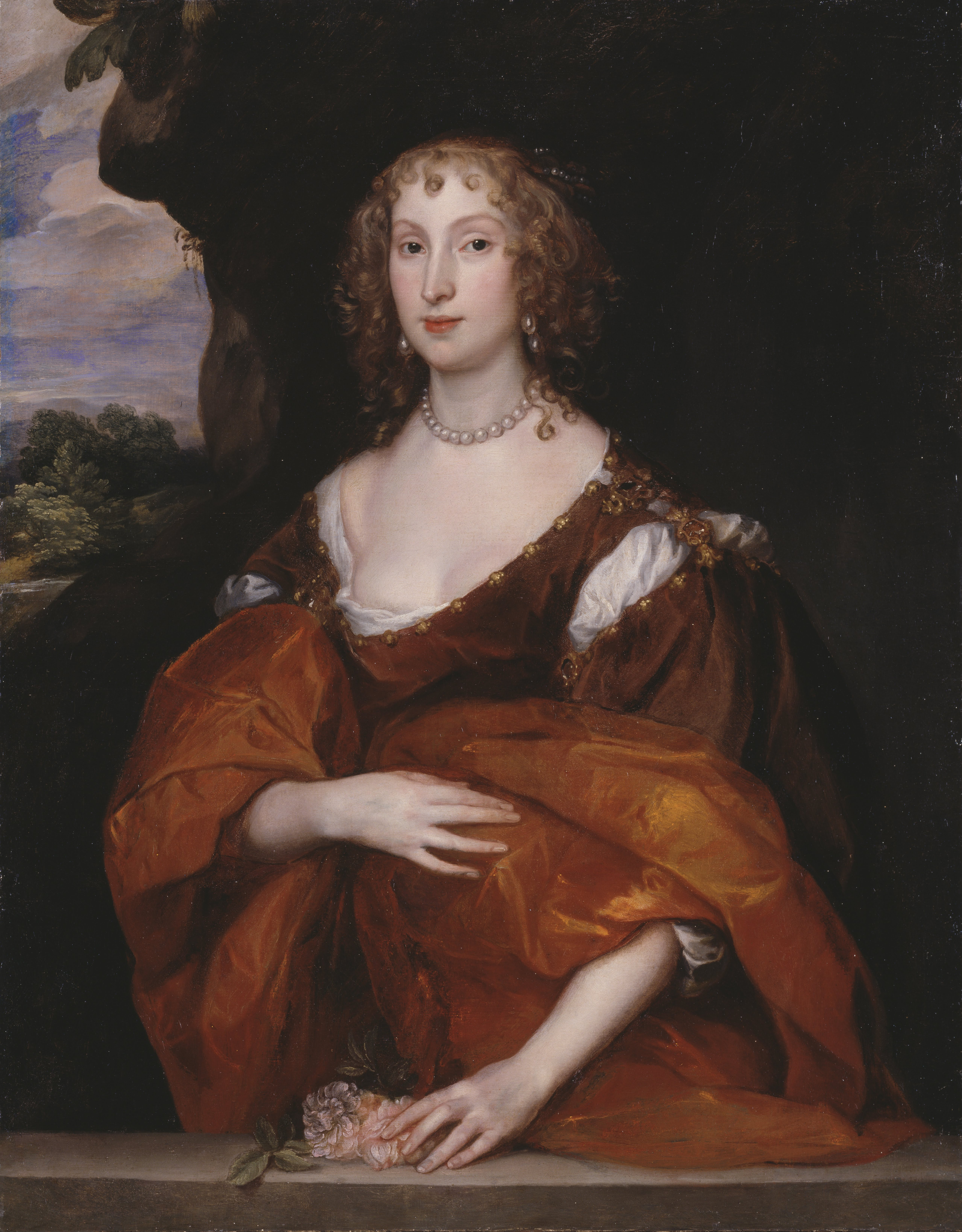
Antoine van Dyck, Portrait de Mary Hill, 1638.
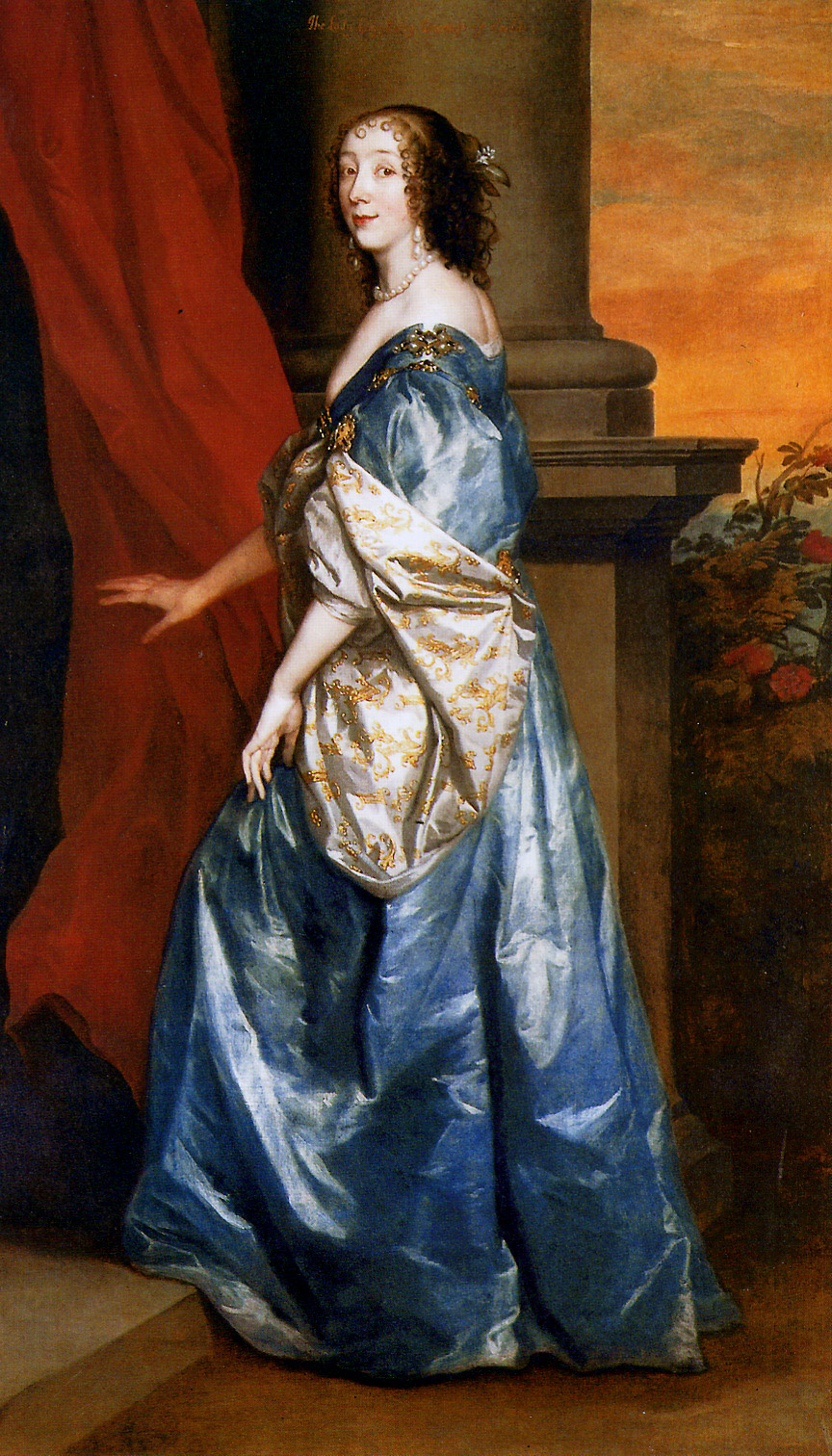
Antoine van Dyck, Lucy Percy, 1637-1638.

### Dix-huitième siècle
- William Hogarth (1697-1764) :
  - Trois Dames dans un grand intérieur - "L'Éventail cassé"
  - Le Peintre et son dogue
- Cheval attaqué par un lion de George Stubbs (1724-1806)
- Giovanna Baccelli de Thomas Gainsborough (1727-1788)
- Joshua Reynolds (1723-1792) :
  - Suzanna Beckford
  - Three Ladies Adorning a Term of Hymen
- Thomas Gainsborough (1727-1788) :
  - Portrait de Giovanna Baccelli
  - La famille Baillie
- Sir Brooke Boothby, de Joseph Wright of Derby (1734-1797)

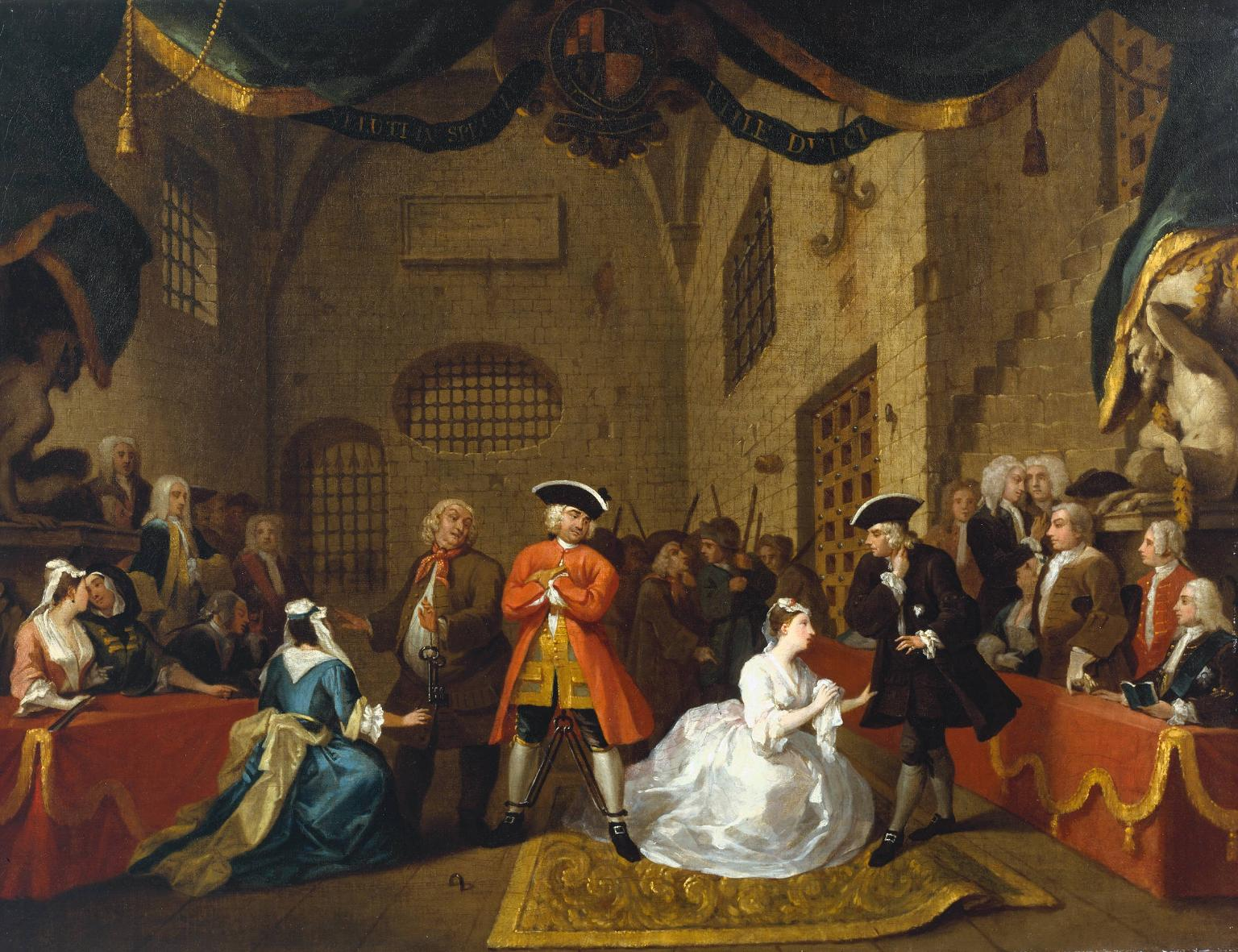
William Hogarth, Scène de l'opéra de John Gay : Le Mendiant, 1728.
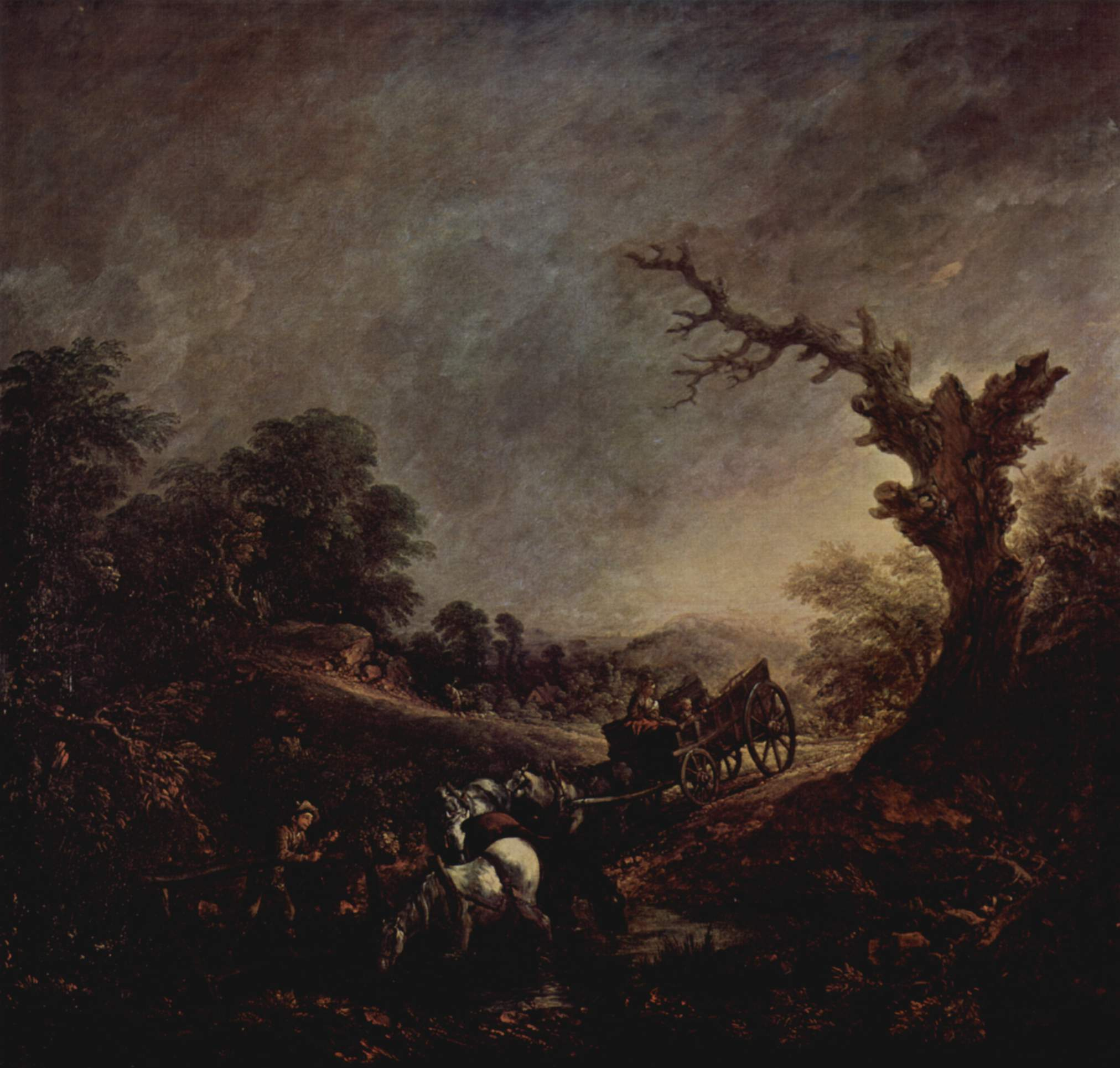
Thomas Gainsborough, Coucher de soleil, les chevaux s'abreuvent, 1760.

### Dix-neuvième siècle
- John Constable (1776-1837)
  - Le Moulin de Flatford
  - Le Bac
  - Sketch for Hadleigh Castle
  - Chain Pier, Brighton
  - L'Ouverture du pont de Waterloo
  - La Famille Bridges
- Joseph Mallord William Turner (1775-1851) :  
  - The Golden Bough
  - Apollon et Python
  - Autoportrait
  - Norham Castle, Sunrise
  - Le Pèlerinage de Childe Harold - Italie
  - Regulus
  - Le Déclin de l'Empire carthaginois
  - Le Soleil de Venise allant vers la mer
- William Blake (1757-1827) :
  - Newton
  - Pitié
  - The Ghost of a Flea
- John Martin (1789-1854), Le Grand jour de sa colère (The Great Day of His Wrath), 1853.
- James McNeill Whistler (1834-1903) : Nocturne en bleu et or - le Vieux Pont de Battersea
- Œillet, Lis, Lis, Rose de John Singer Sargent (1856-1925)

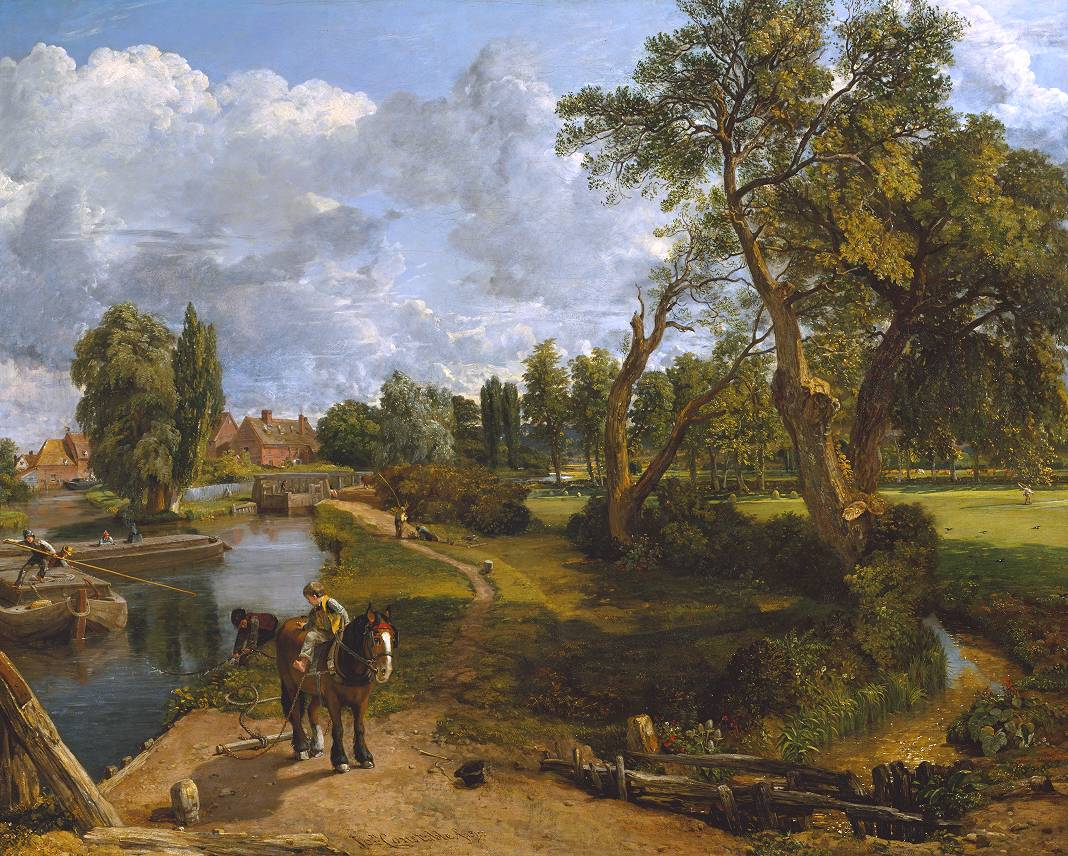
John Constable, Flatford Mill, Scene on a Navigable River, 1817.
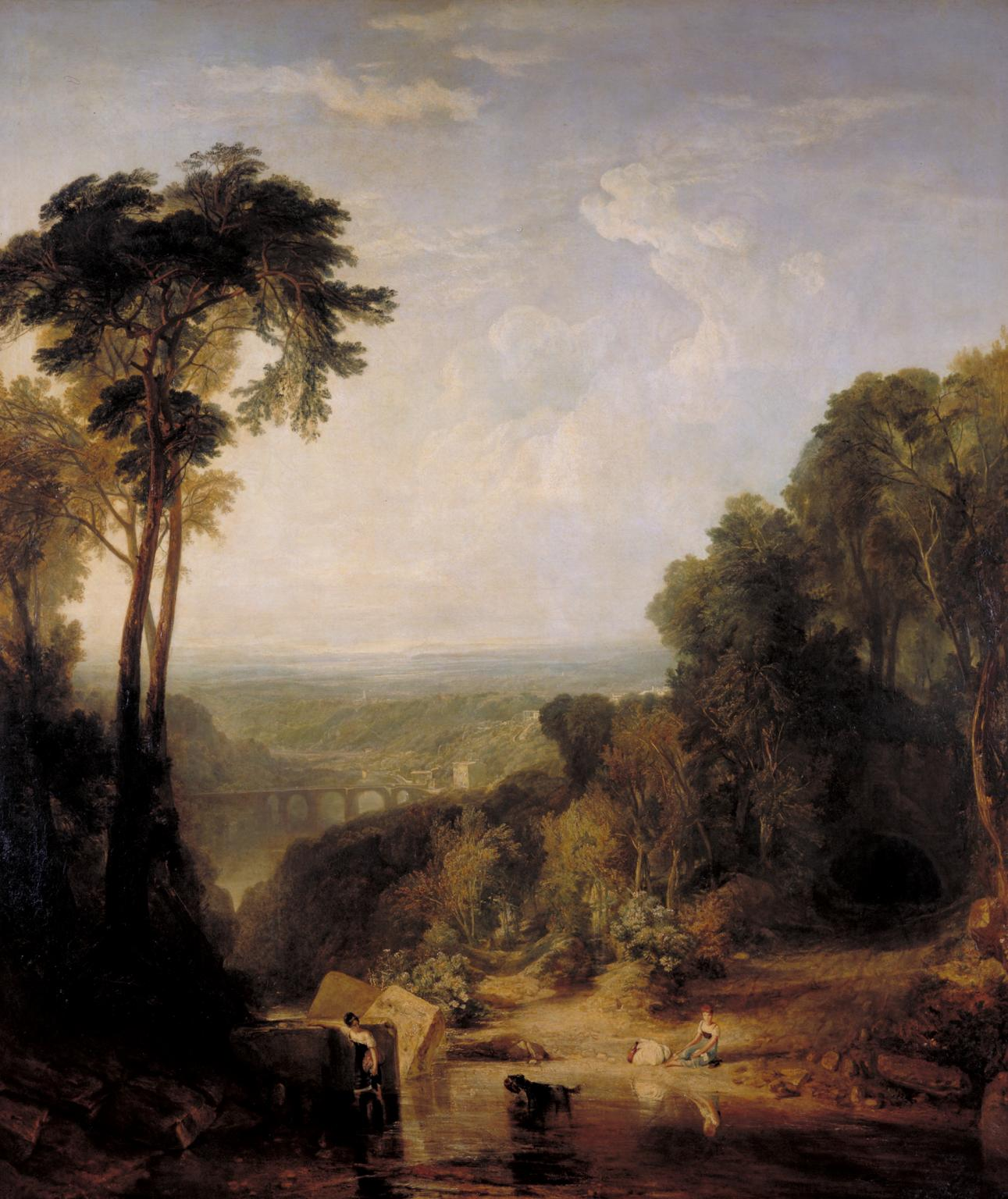
William Turner, Crossing the Brook, 1815.
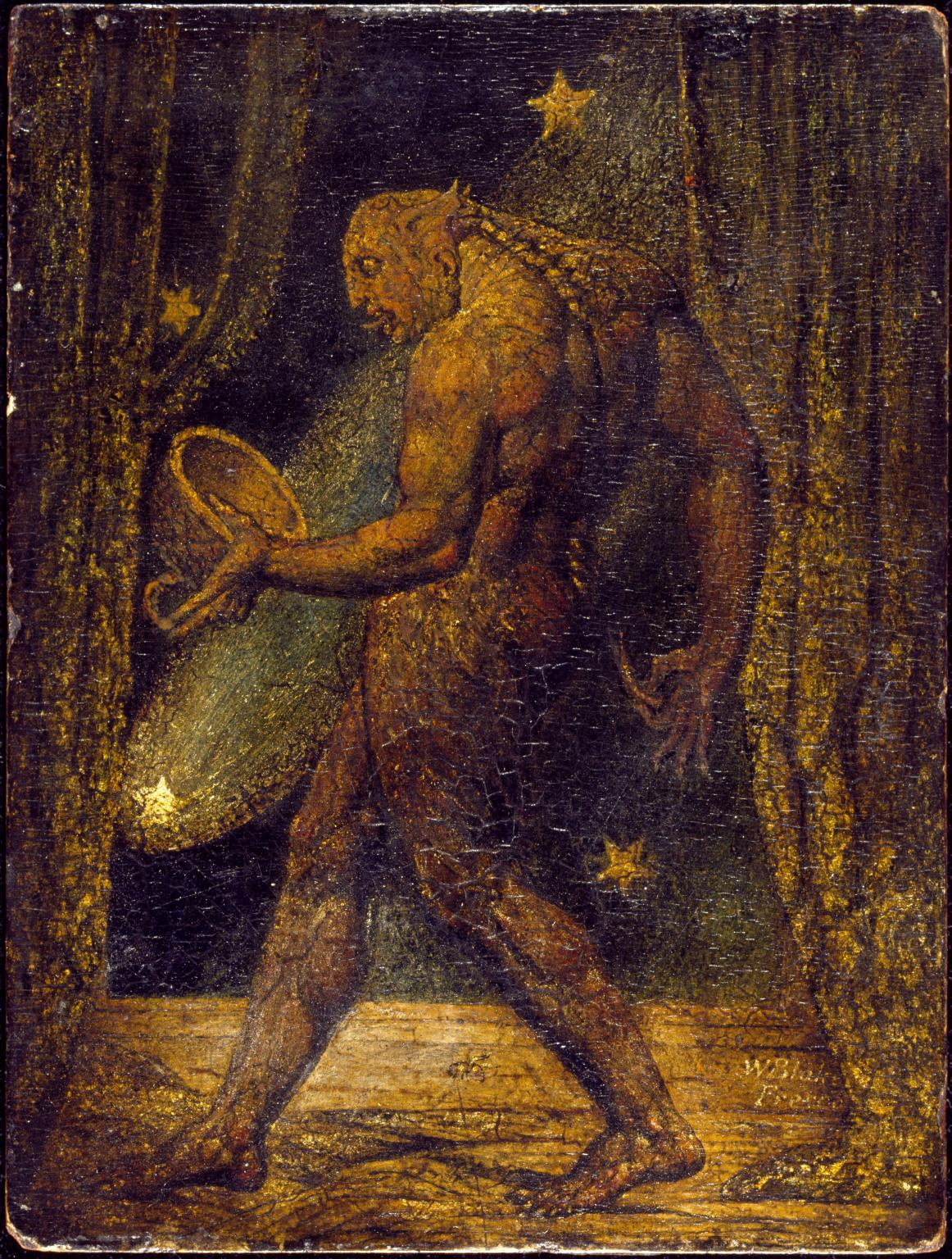
William Blake, The Ghost of a Flea, 1819-20.
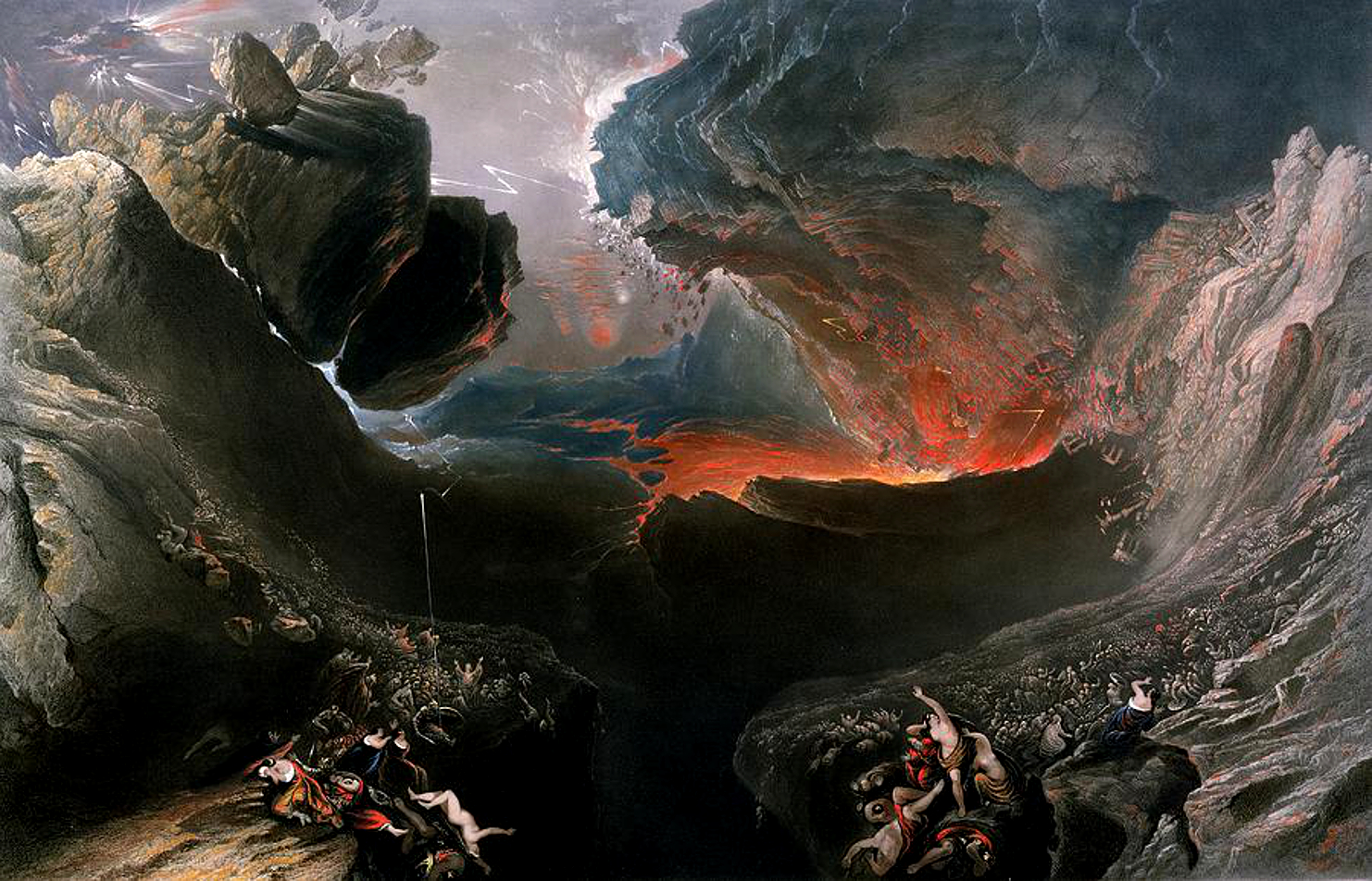
John Martin, Le Grand jour de sa colère (The Great Day of His Wrath), 1853.
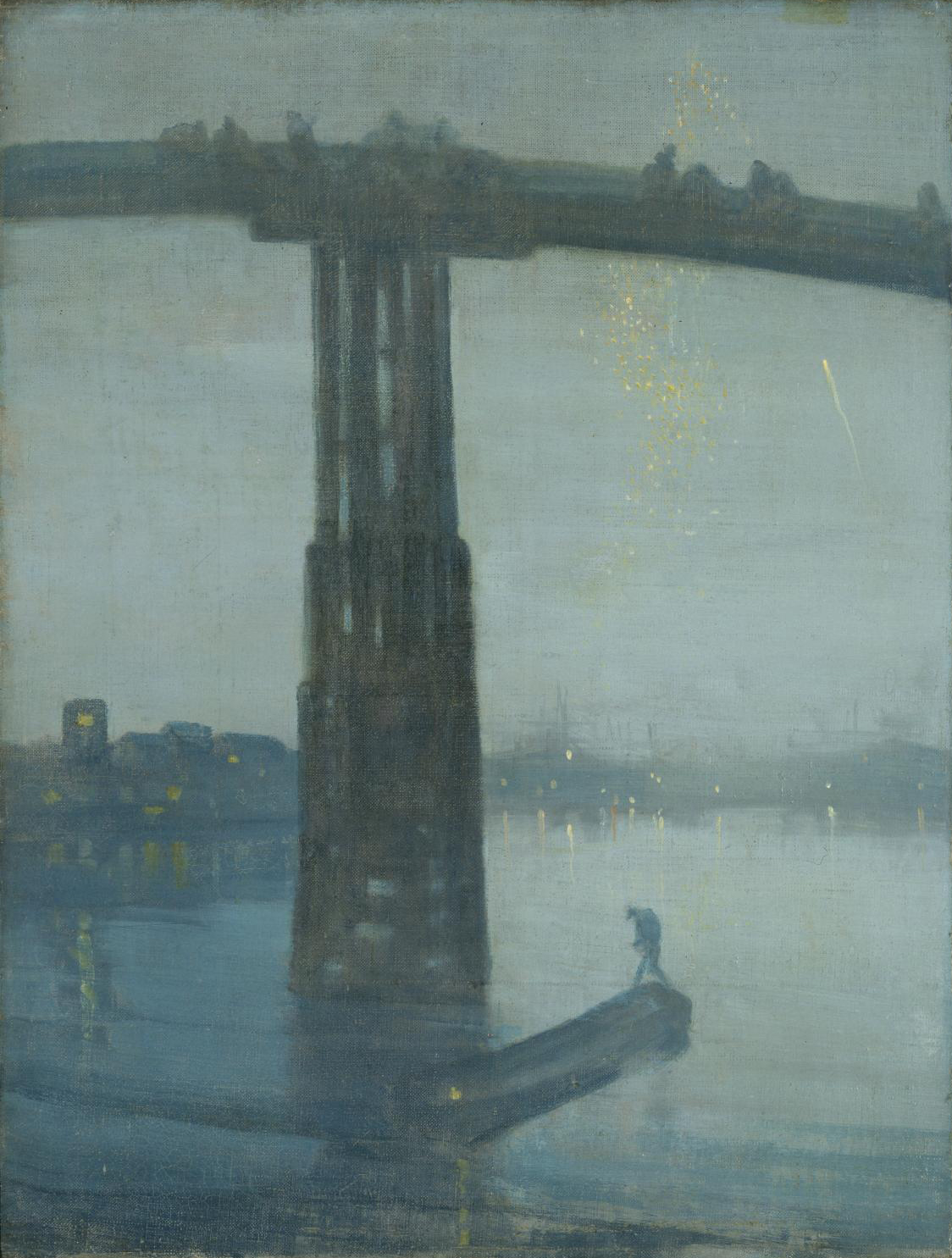
James McNeill Whistler (1834-1903) : Nocturne en bleu et or - le Vieux Pont de Battersea, 1875.

#### Préraphaélites
- The Awakening Conscience de William Holman Hunt (1827-1910)
- The Lady of Shalott de John William Waterhouse (1849-1917)
- Ophélie de John Everett Millais (1829-1896)
- La Mort de Chatterton de Henry Wallis (1830-1916)
- Beata Beatrix de Dante Gabriel Rossetti (1828-1882)
- La Belle Iseult de William Morris, 1858
- La Bien-aimée de Dante Gabriel Rossetti, 1865-1866
- Le Passage du Nord-Ouest de John Everett Millais (1874)

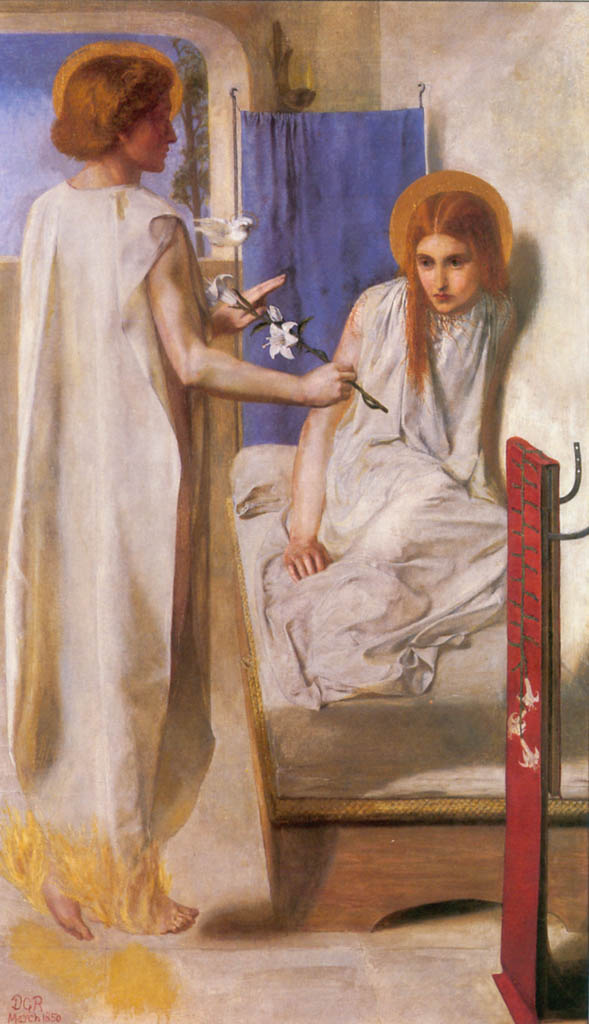
Dante Gabriel Rossetti, Ecce Ancilla Domini, 1850.
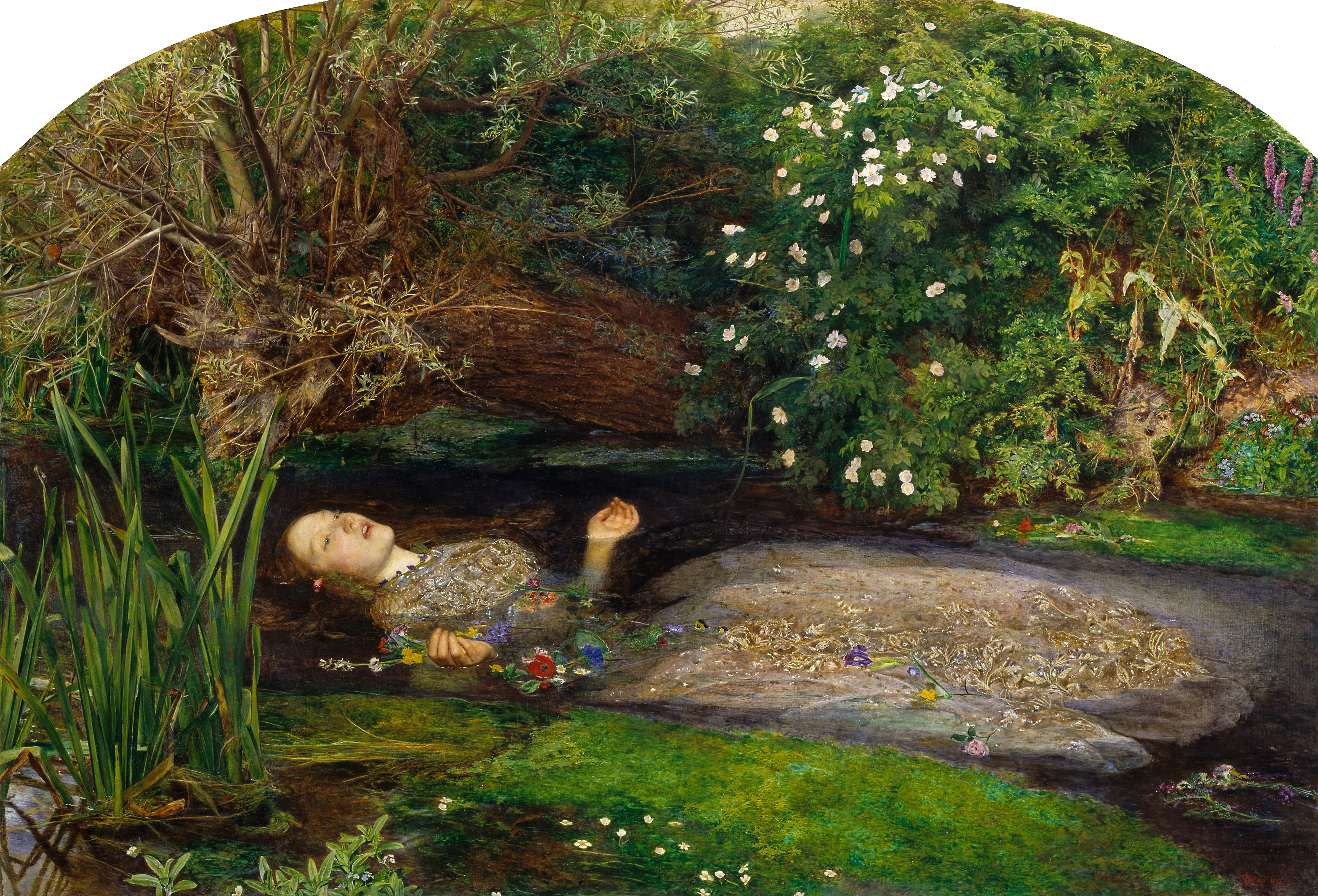
John Everett Millais, Ophélie, 1851-52.
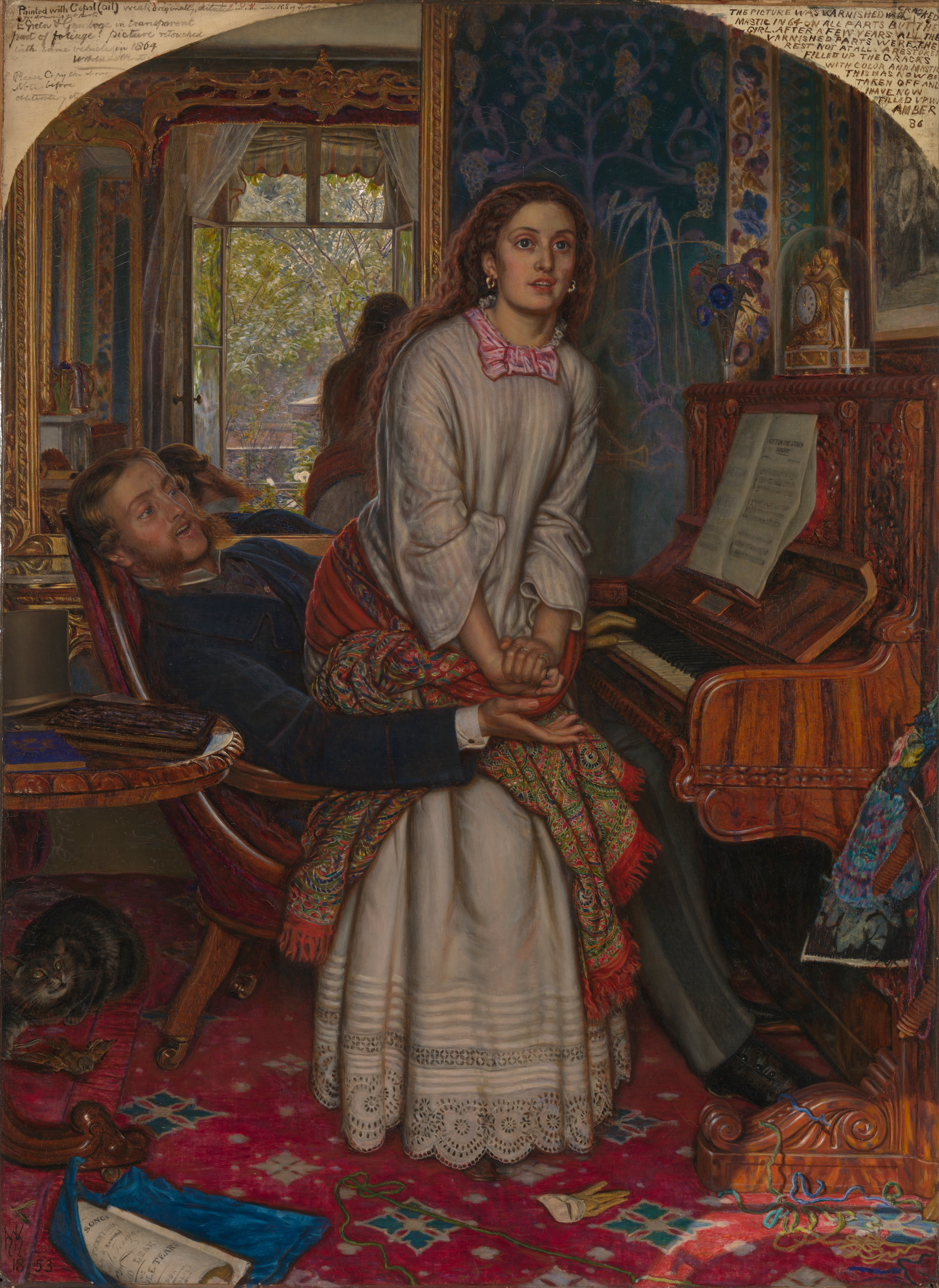
William Holman Hunt, The Awakening Conscience, 1853.
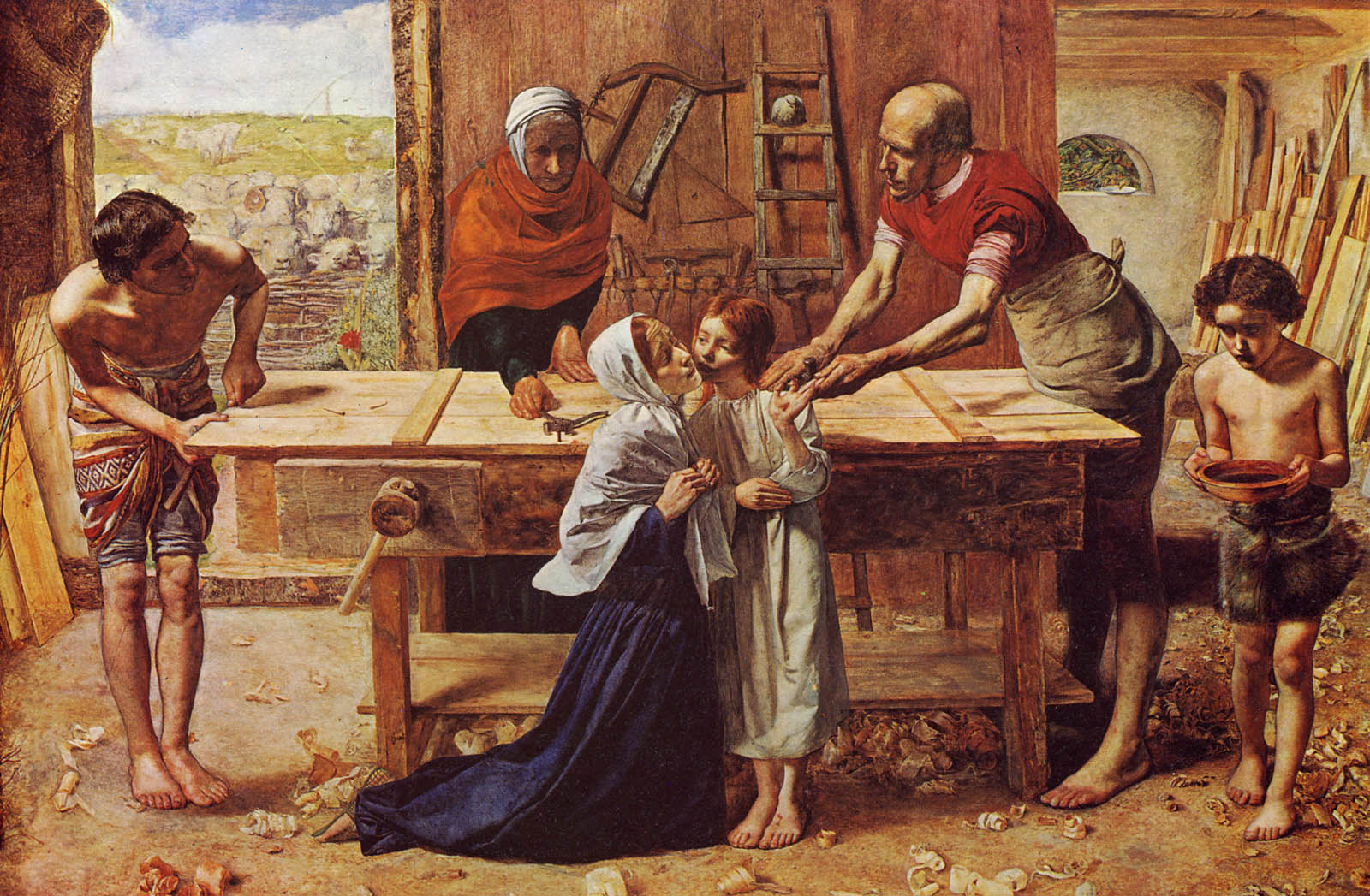
John Everett Millais, Le Christ dans la maison de ses parents, 1851-52.

### Vingtième siècle
- The Resurrection, Cookham de Stanley Spencer (1891-1959)
- Trois études de figures au pied d'une crucifixion de Francis Bacon (1909-1992)
- The Mud Bath de David Bomberg (1890-1957)
- Recumbent Figure de Henry Moore (1898-1986)
- Debout contre des chiffons, de Lucian Freud (1922-2011)